# 유진 새커
유진 새커는 미국 작가이다. 그는 뉴욕시 뉴 스쿨에서 미디어학 교수로 재직 중이다. 그의 글은 허무주의와 염세주의 철학과 관련돼 있다. 새커의 저서로는 이 행성의 먼지 속에서(그의 "철학의 공포" 3부작 중 일부)와 무한한 체념이 있다.

## 초기 생애와 교육
새커는 태평양 북서부에서 태어나 자랐다. 그는 워싱턴 대학교에서 예술 학사학위를 받았고 러트거스 대학교에서 비교문학으로 예술 석사 및 철학 박사학위를 받았다. 뉴 스쿨에서 가르치기 전에 그는 조지아 공과대학교의 문학, 미디어 및 커뮤니케이션 학부에서 교수였다.

## 작업

### 허무주의, 염세주의, 그리고 사변적 실재론
새커의 작업은 철학적 허무주의와 염세주의, 그리고 현대철학의 사변적 실재론과 붕괴학과 연관되어 왔다. 그의 짧은 책인 Cosmic Pessimism은 염세주의를 "환멸의 철학적 형태"로 정의한다. 새커는 "염세주의는 사고의 어두운 면이며, 뇌의 무의미함에 대한 멜로드라마이며, 철학의 무덤에 쓰인 시"라고 말한다.
2018년 새커의 신작 무한한 체념이 Repeater Books에서 출간됐다. 무한한 체념은 염세주의의 본질에 대한 단편과 경구로 구성돼있으며, 개인적인 면과 철학적인 면을 모두 아우른다. 새커는 토마스 베른하르트, 에밀 시오랑, 다자이 오사무, 쇠렌 키르케고르, 클라리스 리스펙토르, 자코모 레오파르디, 페르난두 페소아, 쇼펜하우어와 같은 작가들을 다룬다.
새커의 주요 철학서는 시카고 대학교 출판부에서 출판한 After Life이다. 이 책에서 새커는 생명의 존재론이 "생명"과 "생명체"를 분리하는 방식으로 작동하며, 시간, 형상, 정신과 같은 다른 형이상학적 용어를 통해 생명을 생각하는 "형이상학적 전위"를 가능하게 한다고 주장한다. "모든 생명의 존재론은 생명을 생명 이외의 다른 것으로 생각합니다... 생명 이외의 다른 것은 대개 시간과 시간성, 형상과 인과성, 정신과 내재성과 같은 형이상학적 개념이다." 새커는 이 주제를 아리스토텔레스, 디오니시우스 아레오파기타, 요하네스 스코투스 에리우게나, 부정신학, 임마누엘 칸트, 조르주 바타유에서 추적하여 이러한 삼중전위가 오늘날 철학에서도 어떻게 살아있는지 보여준다. After Life에는 아랍, 일본, 중국 철학과의 비교도 포함돼있다.
새커의 후속 에세이 "어둠의 삶: 쇼펜하우어의 부정, 무(無) 그리고 삶에의 의지"는 부정, 제거주의, 그리고 "논리와 삶의 역관계"라는 관점에서 삶의 존재론을 논의한다. 구체적으로 새커는 쇼펜하우어 철학이 헤겔과 셸링같은 독일 관념론 사상가들의 "관용의 존재론"에 반하는 "어둠의 삶"을 제시한다고 주장한다. 새커는 또한 신비주의 철학자 마이스터 에크하르트의 저작에서 부정과 "무"의 역할에 대해서도 비슷한 맥락으로 썼다. 궁극적으로 새커는 "삶"에 대한 회의론을 주장한다. "삶은 철학의문제일뿐만 아니라 철학에 대한 문제이기도 하다."

### 공포와 철학
새커의 가장 널리 읽힌 책은 그의 공포의 철학 3부작인 이 행성의 먼지 속에서이다. 이 책에서 새커는 공포 소설 장르, 염세주의와 허무주의 철학, 그리고 부정("어둠") 신비주의 철학에서 표현된 "생각할 수 없는 세계"라는 개념을 탐구한다. 이 행성의 먼지 속에서의 첫째 책에서 새커는 철학의 공포를 "철학이 그 자체의 한계와 제약을 드러내는 순간, 사고가 그 자체의 가능성의 지평에 수수께끼처럼 마주하는 순간의 고립"이라고 부른다. 새커는 "우리를 위한 세계"(인간 중심의 세계관)와 "자체로서의 세계"(객관적으로 존재하는 세계)를 그가 "우리 없는 세계"라고 부르는 것과 구별합니다. "우리 없는 세계는 동시에 비인격적이고 무서운 모호한 영역인 그 사이 어딘가에 있다. 이 책과 3부작의 다른 책에서 새커는 광범위한 작품들에 대해 썼다. H. P. 러브크래프트, Algernon Blackwood, 에드거 앨런 포, 단테의 지옥, 로트레아몽의 Les Chants de Maldoror, 파우스트 신화, 만화가 이토 준지, 현대 공포 작가 토머스 리고티와 Caitlín R. Kiernan, 한국의 공포 영화, 쇼펜하우어의 철학, 루돌프 오토,  중세 신비주의(마이스터 에크하르트, Angela of Foligno, 십자가의 요한), 오컬트 철학, 교토학파 철학.
새커의 철학과 공포에 대한 글은 그가 다크 미디어라고 부르는 것, 즉 자연과 초자연 사이를 중재하는 기술까지 확장되어 인간의 지각과 지식의 한계를 지적한다. 마찬가지로 새커는 정치적 신체의 쇠퇴 혹은 붕괴로 정의되는 붕괴학에 대한 일련의 에세이를 썼다. 새커는 의학사, 생명정치학, 정치신학, 공포 장르를 활용하여 전염병, 악마의 빙의, 살아있는 시체에 대해 논의한다.

## 철학, 과학, 기술
새커의 초기 저작들은 과학과 기술철학의 접근방식을 채택하고 과학과 공상과학의 관계를 탐구한다. 그의 미디어 관련 기여의 상당수는 과학 및 기술 연구의 발전이다. 그는 여러 출판물을 통해 미디어가 생물학적 과정에 어떻게 정보를 제공하고 증강하는지에 대한 이론을 제시했다. 그의 저서 바이오미디어와 생물정보학, 나노기술, 바이오컴퓨팅, 복잡 적응 시스템, 떼 지능, 네트워크 이론에 대한 저술이 그 예다. 새커의 바이오미디어 개념은 다음과 같이 정의된다. "바이오미디어는 생물학적 구성 요소와 과정을 정보적으로 재맥락화하는 것을 수반하며, 그 목적은 의학적이거나 비의학적일 수 있으며, 그 효과는 과학적일 뿐만 아니라 문화적, 사회적, 정치적이기도 하다." 새커는 다음과 같이 설명한다. "바이오미디어는 정보가 스스로 실체화되어야 한다는 이중적 요구를 지속적으로 제기한다... 바이오미디어는 생물학적 요소를 정보적이지만 비물질적이지 않은 것으로 이해하는 데 의존한다." 그의 저서 글로벌 게놈: 생명공학, 정치, 그리고 문화에서 새커는 조직공학의 발전에 주목한다. 조직공학에서는 기술-기계적 장치가 완전히 사라져 마치 기술이 자연적 신체인 것으로 보인다. 새커에 의하면, "생명공학은 따라서 눈에 보이지 않지만 내재적이다."
2013년, 새커는 알렉산더 갤러웨이, 맥켄지 워크와 함께 공동 저서 파문: 미디어와 중재에 대한 세 가지 질문을 출간했다. 책 서두에서 저자들은 "존재하는 모든 것은 표현되고 재현되기 위해, 중재되고 교정되기 위해, 전달되고 번역되기 위해 존재하는가? 반복, 교감, 통합이 아니라 이단, 망명, 또는 추방이 승리하는 중재적 상황이 있다. '더 이상 메시지가 없을 것'이라고 말하는 특정 종류의 메시지가 있다. 따라서 모든 소통에는 상관관계가 있는 파문이 존재한다"고 질문한다. 이러한 접근 방식은 "뉴욕 미디어이론 학파"로 불린다.

## 다른 글들
새커의 시와 산문은 다양한 문예 선집과 잡지에 게재돼있다. 새커는 북 아트 프로젝트와 반(反)소설 삶의 이상을 집필했다. 미국 시인이자 개념 작가인 케네스 골드스미스는 이 책에 대해 "이 책은 중요하다... 이 책의 페이지들은 버로우즈와 깁슨에게서 힌트를 얻는 동시에, 향후 10년 동안 웹 기반 글쓰기가 나아갈 방향을 예지력 있게 제시한다"고 평했다. 1990년대에 새커는 로널드 수케닉, 마크 아메리카와 함께 Alt-X Press를 설립하여 실험적 글쓰기 선집 Hard_Code를 편집했다. 새커는 언더그라운드 출판사인 Schism Press의 편집위원으로 활동하고 있다.
새커는 The Japan Times Books 섹션에 기고자로, 이토 준지, 다자이 오사무, 사토 하루오, 니시타니 케이지, 이즈미 교카, 에도가와 란포, 선의 죽음 시에 대해 썼다. 그는 런던에 기반한 Mute Magaizne에 "오컬트 연구"라는 칼럼을 썼으며, 초현실주의 시인 로베르 데스노스, 쇼펜하우어 철학, 토머스 리고트의 공포 소설, 그리고 And Also The Trees의 음악과 같은 주제에 대해 썼다. 그는 또한 아케이드 프레스에서 출판된 에밀 시오랑 작품의 영어판에 서문을 썼다. 그는 Fiddleblack Press, Infinity Land Press, Locus+, [NAME], Schism, Zagava Press에서 제작한 한정판 책에 기고했다.

## 기타 활동
새커는 또한 예술가 및 음악가와 협업했다. 여기에는 아르스 일렉트로니카, ACM SIGGRAPH 및 Whitney Biennial에서 미술 및 설치물을 선보인 예술 집단 Fakeshop이 포함된다. 그는 또한 Biotech Hobbyist와 협업했으며 예술 책 Creative Biotechnology: A User's Manual을 공동 집필했다. 새커는 또한 Extreme Records에서 발매한 노이즈 음악 CD와 2000년에 발매된 Extreme Records Merzbow Box Set의 일부인 Merzbow/Masami Akita 와 함께 스플릿 CD를 제작했다. 2022년 Thacker는 Hallow Ground 레이블에서 발매된 앨범 'Songs for Sad Poets'에서 이란 작곡가 Siavash Amini와 협업했다.